# 浦達也
浦 達也（うら たつや、1933年12月14日 - 2016年4月）は、元NHKディレクター、江戸川大学名誉教授。

## 略歴
広島県生まれ。特別科学学級の生徒であった。
慶応義塾大学経済学部卒業後、NHKに入局し、『現代文明展望』『現代キーワード探検』などの番組を手がける。
東京大学講師を経て、江戸川大学教授となり、2004年、特任教授。

## 著作
- 『仮想文明の誕生』（光文社）

中井久夫の『世界は固定的な記号の集積ではなく、索引の余韻と徴候の予兆の明滅するところではないか』（『世界における索引と徴候』「へるめす」掲載）なる章句に触れ、レトロフューチャーという概念に目覚めた著者が、来るべき文明を語る本
- 『レトロ・フューチャー』（竹内書店新社）[3]